# کوین شارپ
کوین شارپ (انگلیسی: Kevin Sharp؛ ۱۰ دسامبر ۱۹۷۰ – ۱۹ آوریل ۲۰۱۴) یک موسیقی‌دان اهل ایالات متحده آمریکا بود. وی بین سال‌های ۱۹۹۶ تا ۲۰۱۴ میلادی فعالیت می‌کرد.